# Think About Things
"Think About Things" er en sang af islandske sanger Daði Freyr Pétursson og hans band Gagnamagnið. Sangen blev udgivet 10. januar 2020 med den islandske title "Gagnamagnið".